# Пам'ятник Шандору Петефі
Пам'ятник Шандору Петефі — монумент угорському поету, журналісту й революціонеру Шандору Петефі (1823–1849), встановлений 15 березня 1991 року на площі Ференца Ракоці II у місті Берегове Закарпатської області

## Історія встановлення
Ініціаторами стали українські та угорські громадські організації, зокрема за участю місцевих угорських представників. Міська рада Берегова підтримала ідею, а фінансування і виготовлення взяла на себе угорська сторона за підтримки Міністерства культури Угорщини та консульства. 
Пам’ятник встановлено 15 березня 1991 року на площі Ференца Ракоці II, біля ресторану «Золота пава» — колишнього «Панського казино». ПУ 1847 році Петефі добирався у Трансільванію на своє весілля і по дорозі був у м. Берегове. Скульптор Керешені Томаш  спочатку підготував низький постамент, та через вандалізм його замінили на високий кам'яний.

## Опис пам'ятника
Скульптура виконана зі бронзи, встановлена на бетонному підготовленому постаменті, облицьованому каменем. Поет зображений на повний зріст.  Одягнений у сорочку, поверх якої жилет з багатьма ґудзиками. Вузькі штани заправлені у високі чоботи. Без головного убору юнак захоплено розглядає місцевий храм.
Пам'ятка монументального мистецтва (ох. № 401). Скульптор - Керешені Томаш.

## Вандалізм
Пам’ятник Шандору Петефі в Берегові неодноразово зазнавав вандалізму. Перший раз через рік після встановлення, в 1992 році йому зламали праву руку. Тоді зловмисника засудили на 5 років. Після того пам'ятник не раз пошкоджували. Винних часто не знаходили : облили фарбою, обливали вінки, підпалювали — правоохоронці проводили розслідування, але винних не завжди вдалося знайти